# Église Sainte-Brigitte de Vienne
L'église paroissiale catholique Brigittakirche est une église de Vienne située dans le quartier Brigittenau, sur la Brigittaplatz. Elle a été construite entre 1866 et 1874 dans le style néo-gothique selon les plans de l'architecte Friedrich von Schmidt et est dédiée à sainte Brigitte de Suède. La paroisse appartient à l'archidiocèse de Vienne.
L'église est un édifice néogothique en briques, avec une façade à deux tours. Le bâtiment comporte trois nefs et six travées de forme gothique primitive. La toiture en pente est recouverte de tuiles colorées. Le bâtiment est classé monument historique.

## Histoire
En 1846, le comité du district de Leopoldstadt conclut à l'unanimité qu'une paroisse distincte devait être fondée à Brigittenau. En conséquence, le prince-archevêque de Vienne, le cardinal Joseph Othmar von Rauscher, acquit en 1867 la propriété de l'abbaye de Klosterneuburg pour y construire l'église associée. Le 17 décembre 1867, le conseil municipal de Vienne décide de construire l'église Sainte-Brigitte, qui sera édifiée de 1868 à 1874, inauguré le 30 mai 1874 par le cardinal Rauscher.
Le 22 mars 1945, l'église et le presbytère associé furent gravement endommagés par les bombes et les mines aériennes de la Seconde Guerre mondiale. La restauration des deux bâtiments fut achevée en 1948.
En 1972, l'église fut gravement endommagée par un tremblement de terre, à la suite de quoi l'ancien presbytère dut être démoli. L'extérieur de l'église a été rénové en 1973 et 1974 pour réparer les dégâts, et son 100e anniversaire a été célébré la même année.
En 1984 et 1985, l'intérieur de l'église a été rénové.
Le 8 octobre 1986, une statue de Brigitte de l'artiste Engelbert Häupl est érigée dans l'église.

## Orgue

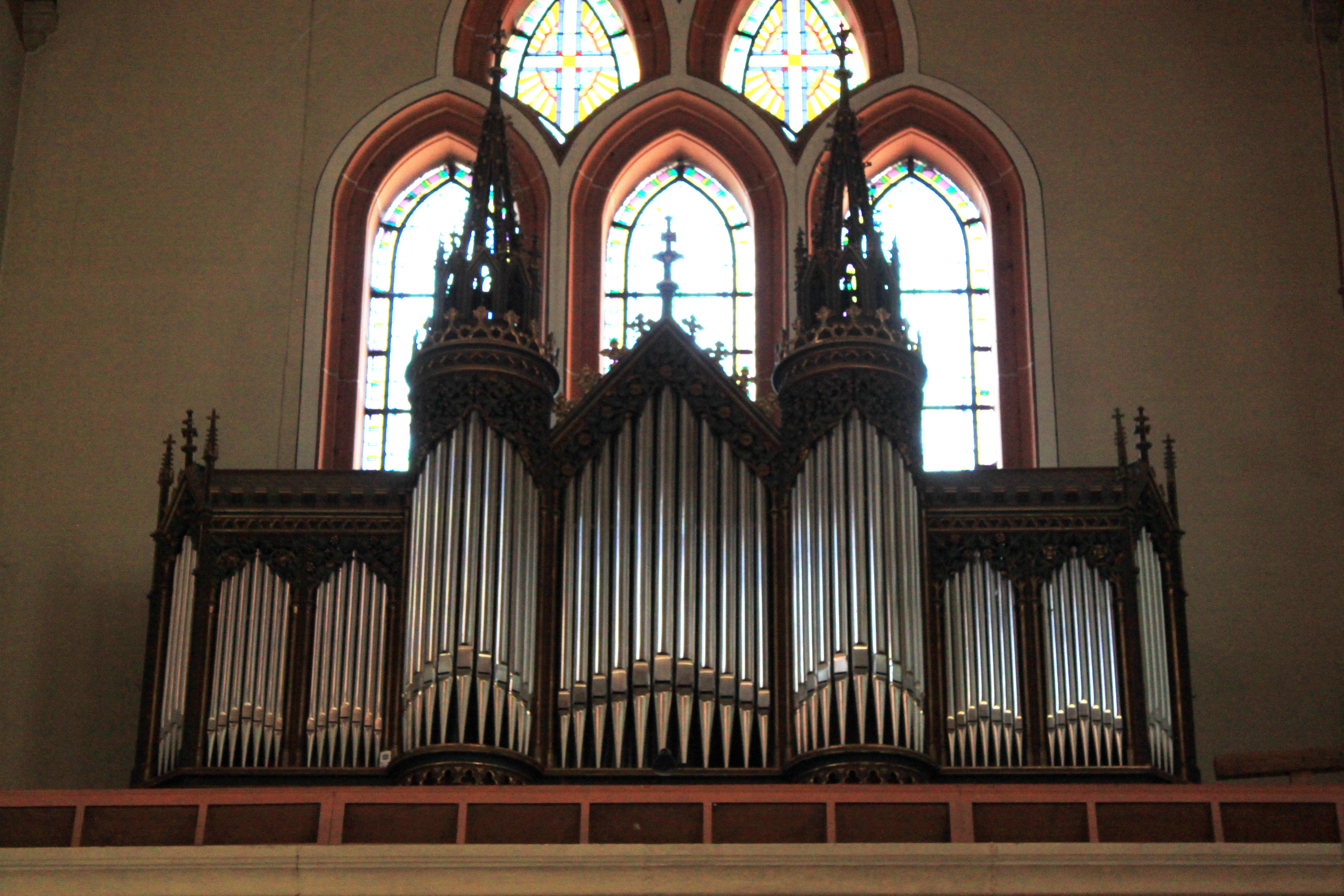
Buffet d'orgue

L'orgue de l'église, qui compte 21 registres sur deux claviers et un pédalier, a été construit par GF Steinmeyer & Co. pour l'Exposition universelle de 1873 à Vienne, puis transféré à Sainte-Brigitte,.

## Cloches
Les six cloches de l'église, installées dans les tours en 1873, étaient également exposées à l'exposition universelle de Vienne.

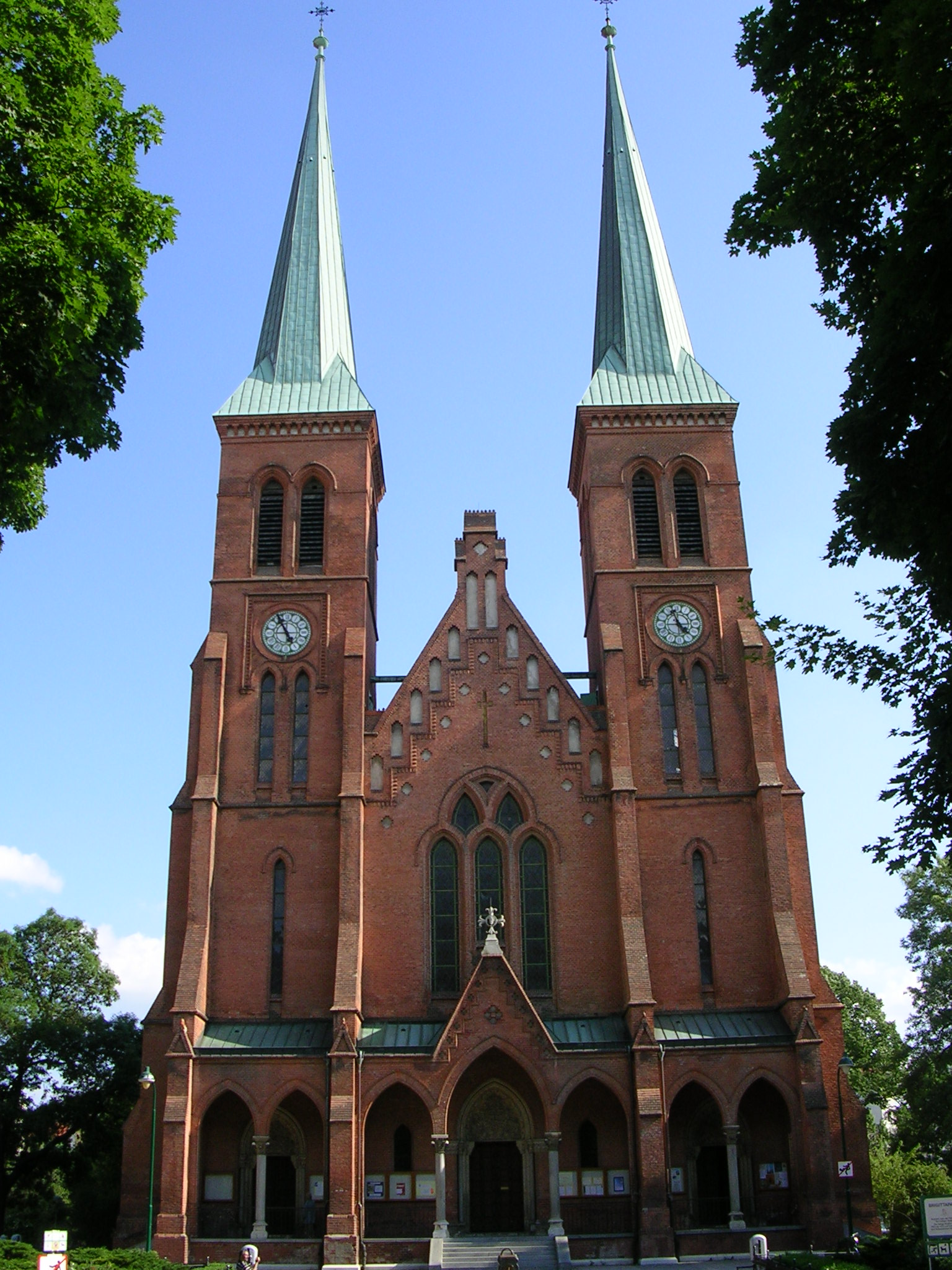
Église catholique de Sainte-Brigitte à Vienne
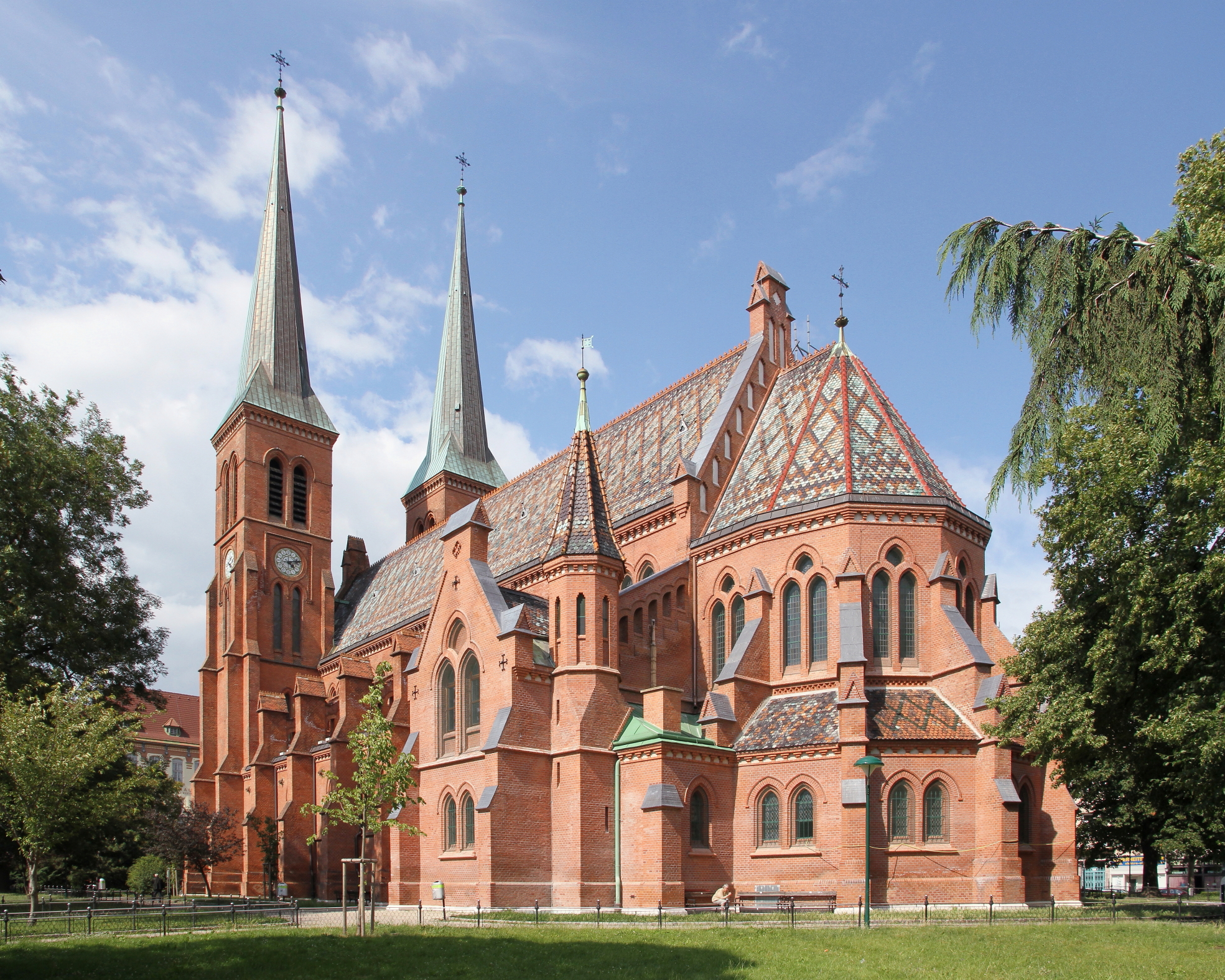
Vue sud-est
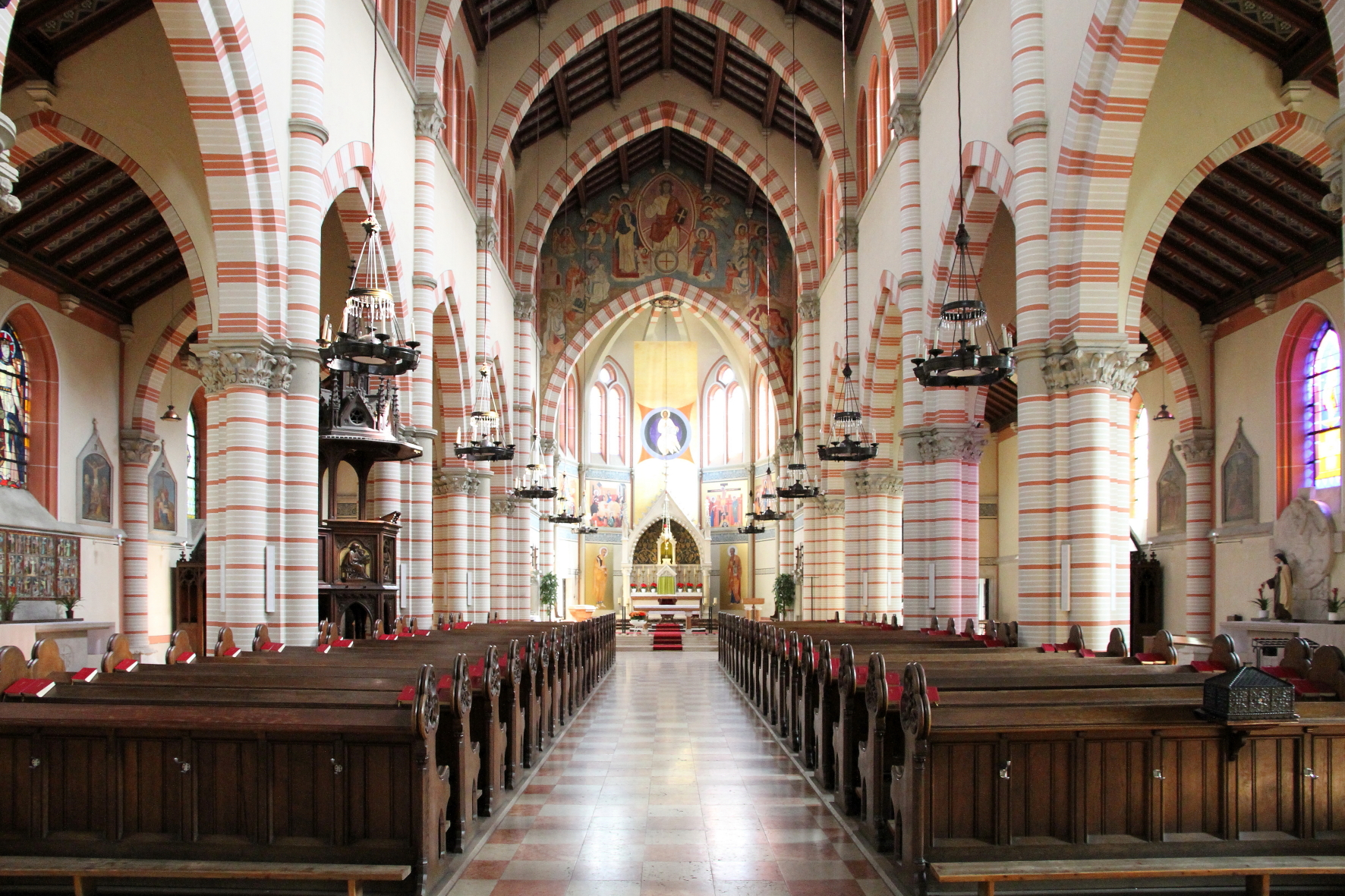
Intérieur
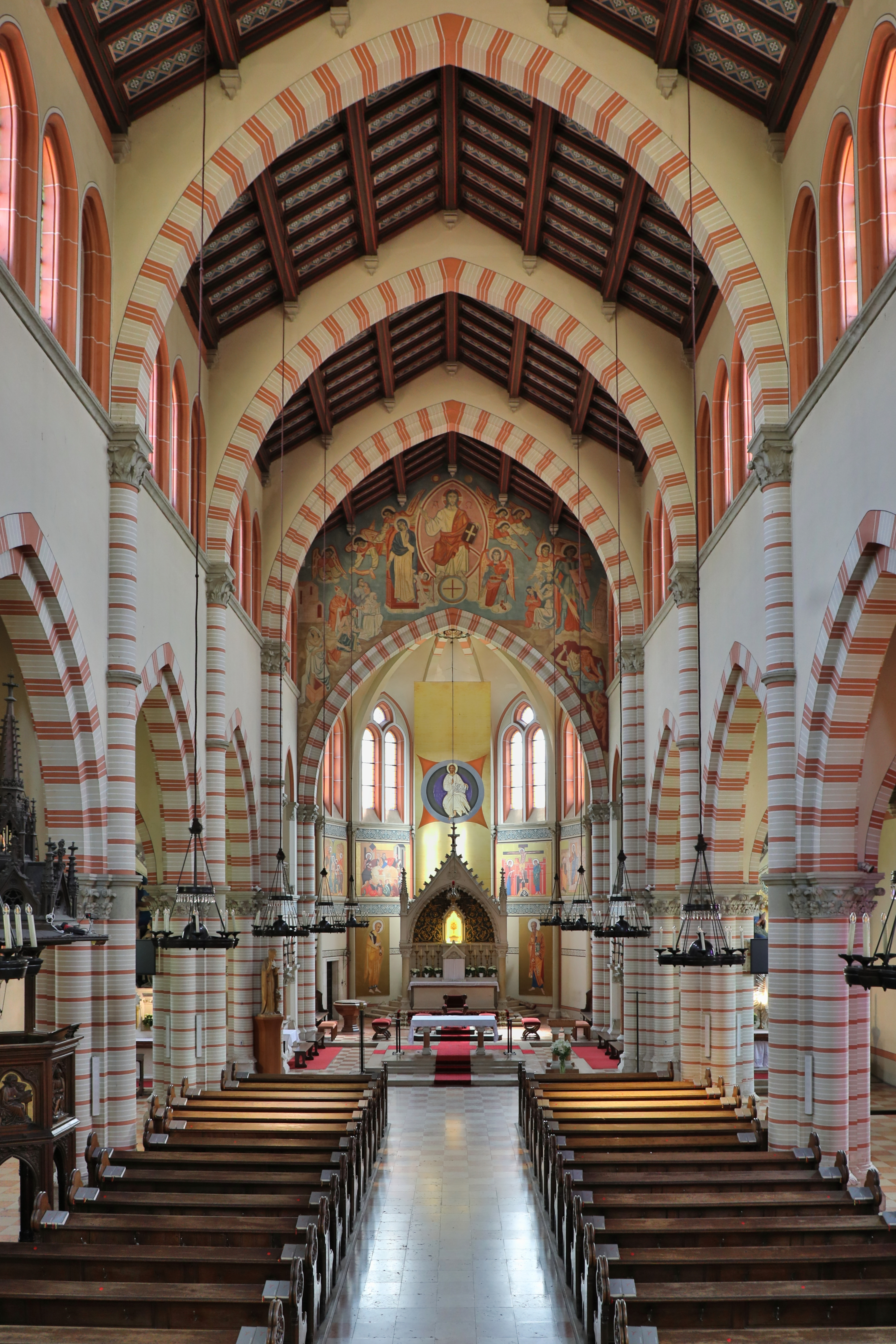
Nef

## Liens web
- L’église paroissiale de sainte Brigitte dans le quartier Brigittenau à Vienne. Dans : Allgemeine Bauzeitung, année 1882, p. 17.
- planet-vienna.com|Brigittakirche
- OrganIndex|L'orgue dans la Brigittakirche